# 布吕尔平台

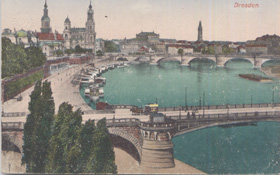
1900年的布吕尔平台（易北河左岸），前面是Carola桥，后面是奥古斯特桥

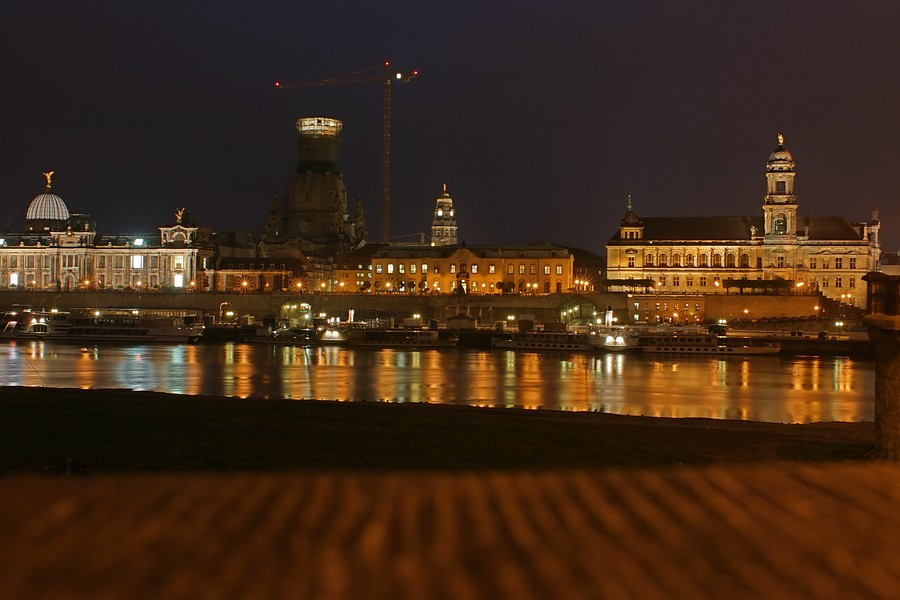
2004年的布吕尔平台

布吕尔平台（Brühlsche Terrasse）位于德国城市德累斯顿内城区，最近重建的新市场以北，是一个深受本地人和游客喜爱的散步、观赏和喝咖啡的地点。
布吕尔平台的绰号是“欧洲的阳台”，易北河经此穿越这个拥有50万居民的大城市。大多数人都从平台西端的城堡广场进入平台，此外可从萨克森的最高法院有四个雕塑的楼梯  进入布吕尔平台。右侧的建筑是美术学院。这里有一长排的重要建筑，例如阿尔贝廷宫。 

## 历史
51°03′12″N 13°44′25″E / 51.05333°N 13.74028°E作为德勒斯登城墙防御设施的一部分，布吕尔平台建于16世纪。布吕尔之名来自亨利凡布吕尔，他在1737年在这平台上盖了一座城市宫殿。而亨利凡布吕尔在1747年从萨克森候选帝获得了整个平台。在1813年的莱比锡战役与联军击退了拿破仑后，布吕尔平台便于1814年对大众开放。而布吕尔宫殿则于1900年改建为现今位于平台西侧的地方高等法院。
布吕尔平台在德勒斯登轰炸中严重受损，现今看到的是重建后的样子。

## 建筑
- 四时节楼梯
- 最高法院
- 恩斯特．利歇尔雕像
- Sekundogenitur
- 戈特弗里德·森佩尔雕像
- 德勒斯登艺术学院
- 阿尔伯提努(现代美术馆)
- Hofgärtnerhaus
- 海豚喷泉